# Töreboda
Töreboda este un oraș în Suedia.

## Demografie
| \| Evoluția demografică a zonei urbane Töreboda, 1970–2015 \| Evoluția demografică a zonei urbane Töreboda, 1970–2015 \| Evoluția demografică a zonei urbane Töreboda, 1970–2015 \| Evoluția demografică a zonei urbane Töreboda, 1970–2015 \| Evoluția demografică a zonei urbane Töreboda, 1970–2015 \| \| --------------------------------------------------------------------------------------- \| ------------------------------------------------------- \| ------------------------------------------------------- \| ------------------------------------------------------- \| ------------------------------------------------------- \| \| An \| \| \| Locuitori \| \| \| 1970 \| 1970 \| \| 4.014 \| 4.014 \| \| 1975 \| 1975 \| \| 4.381 \| 4.381 \| \| 1980 \| 1980 \| \| 4.323 \| 4.323 \| \| 1990 \| 1990 \| \| 4.631 \| 4.631 \| \| 1995 \| 1995 \| \| 4.628 \| 4.628 \| \| 2000 \| 2000 \| \| 4.236 \| 4.236 \| \| 2005 \| 2005 \| \| 4.299 \| 4.299 \| \| 2010 \| 2010 \| \| 4.189 \| 4.189 \| \| 2015 \| 2015 \| \| 4.626 \| 4.626 \| \| Sursa: SCB - Statistika Centralbyrån, Folkmängden per tätort. Vart femte år 1960 - 2016 \| \| \| \| \| |      |  |           |       |
| Evoluția demografică a zonei urbane Töreboda, 1970–2015 |      |  |           |       |
| An |      |  | Locuitori |       |
| 1970 | 1970 |  | 4.014     | 4.014 |
| 1975 | 1975 |  | 4.381     | 4.381 |
| 1980 | 1980 |  | 4.323     | 4.323 |
| 1990 | 1990 |  | 4.631     | 4.631 |
| 1995 | 1995 |  | 4.628     | 4.628 |
| 2000 | 2000 |  | 4.236     | 4.236 |
| 2005 | 2005 |  | 4.299     | 4.299 |
| 2010 | 2010 |  | 4.189     | 4.189 |
| 2015 | 2015 |  | 4.626     | 4.626 |
| Sursa: SCB - Statistika Centralbyrån, Folkmängden per tätort. Vart femte år 1960 - 2016 |      |  |           |       |